# Холакратия
Холакратия (англ. holacracy) — социальная технология или система управления организацией, в которой полномочия и ответственность за принятие решений распределяются по всей холархии самоорганизующихся команд, вместо управленческой иерархии. Холакратия внедрена в коммерческих и некоммерческих организациях США, Франции, Германии, Новой Зеландии, Австралии, России и Великобритании.

## История возникновения
Система появилась в компании Ternary Software (Экстон, штат Пенсильвания, США), прославившейся своими экспериментами с более демократическими формами управления организацией. Брайн Робертсон, учредивший Ternary Software, выбрал наиболее эффективные методы работы для включения в организационную систему, ставшую известной под названием холакратия в 2007 г. Впоследствии в 2010 г. Робертсон написал «Конституцию холакратии», в которой изложил основные принципы и методы работы системы, и стал оказывать поддержку компаниям в её внедрении.
Термин «холакратия» происходит от термина «холархия», впервые введенного Артуром Кёстлером в 1967 году в книге «Призрак в машине». Холархия состоит из «холонов» (греч. ὅλον — ср. род от ὅλος, что означает «целый»), или иначе автономных и самодостаточных единиц, при этом зависимых от более крупного целого, частью которого они являются. Таким образом, холархия — это иерархия саморегулирующихся холонов, функционирующих одновременно как автономные целостные единицы и как зависимые части.